# Пти Крез
Пти Крез (фр. Petite Creuse) је река у Француској. Дуга је 95 km. Улива се у Крез. 